# Algarve-Cup 2002
Der Algarve-Cup 2002 war die neunte Austragung des jährlich stattfindenden Turniers für Frauenfußball-Nationalmannschaften und fand zwischen dem 1. und 7. März 2002 an der portugiesischen Algarve statt. Die Mannschaft Chinas gewann das Turnier vor Norwegen und Titelverteidiger Schweden.

## Teilnehmende Mannschaften
An dem Einladungsturnier nahmen 2002 erstmals zwölf Mannschaften teil. Erstteilnehmer sind kursiv gekennzeichnet.
| - Dänemark - Deutschland - England - Finnland - Kanada - Norwegen | - Portugal (Gastgeber) - Schottland - Schweden (Titelverteidiger) - USA - China - Wales |

## Turnierverlauf
Die zwölf teilnehmenden Mannschaften wurden in drei Gruppen aufgeteilt und trafen in einem Rundenturnier aufeinander. Dabei wurden die acht stärksten Mannschaften den Gruppen A und B zugeteilt, die vier schwächsten Mannschaften traten in Gruppe C gegeneinander an. In der anschließenden Finalrunde spielten die Gruppensieger der Gruppen A und B im Finale um den Turniersieg, die Zweiten und Dritten dieser Gruppen um die Plätze drei und fünf. Der beste Vierte der Gruppen A und B trat gegen den Sieger der Gruppe C im Spiel um Platz sieben an, die schlechteste Mannschaft der Gruppen A und B gegen den Zweitplatzierten der Gruppe C im Spiel um Platz neun, während die dritt- und viertplatzierten Mannschaften der Gruppe C in einem Spiel um den elften Platz aufeinander trafen.

### Gruppenphase
Gruppe A
| Pl. | Land        | Sp. | S | U | N | Tore    | Diff. | Punkte |
| --- | ----------- | --- | - | - | - | ------- | ----- | ------ |
| 1.  | China       | 3   | 3 | 0 | 0 | 009:300 | +6    | 09     |
| 2.  | Deutschland | 3   | 2 | 0 | 1 | 007:400 | +3    | 06     |
| 3.  | Dänemark    | 3   | 1 | 0 | 2 | 002:400 | −2    | 03     |
| 4.  | Finnland    | 3   | 0 | 0 | 3 | 001:800 | −7    | 0      |

|                                            |   |             |     |
| 1. März 2002 in Portimão                   |   |             |     |
| Dänemark                                   | – | Deutschland | 0:3 |
| China                                      | – | Finnland    | 4:1 |
| 3. März 2002 in Vila Real de Santo António |   |             |     |
| Finnland                                   | – | Dänemark    | 0:2 |
| Deutschland                                | – | China       | 2:4 |
| 5. März 2002 in Olhão                      |   |             |     |
| Dänemark                                   | – | China       | 0:1 |
| Finnland                                   | – | Deutschland | 0:2 |

Gruppe B
| Pl. | Land     | Sp. | S | U | N | Tore    | Diff. | Punkte |
| --- | -------- | --- | - | - | - | ------- | ----- | ------ |
| 1.  | Norwegen | 3   | 2 | 1 | 0 | 009:600 | +3    | 07     |
| 2.  | Schweden | 3   | 1 | 2 | 0 | 010:700 | +3    | 05     |
| 3.  | USA      | 3   | 1 | 1 | 1 | 005:400 | +1    | 04     |
| 4.  | England  | 3   | 0 | 0 | 3 | 004:110 | −7    | 0      |

|                           |   |          |     |
| 1. März 2002 in Albufeira |   |          |     |
| Schweden                  | – | USA      | 1:1 |
| Norwegen                  | – | England  | 3:1 |
| 3. März 2002 in Ferreiras |   |          |     |
| Schweden                  | – | Norwegen | 3:3 |
| USA                       | – | England  | 2:0 |
| 5. März 2002 in Lagos     |   |          |     |
| England                   | – | Schweden | 3:6 |
| Norwegen                  | – | USA      | 3:2 |

Gruppe C
| Pl. | Land       | Sp. | S | U | N | Tore    | Diff. | Punkte |
| --- | ---------- | --- | - | - | - | ------- | ----- | ------ |
| 1.  | Kanada     | 3   | 3 | 0 | 0 | 014:100 | +13   | 09     |
| 2.  | Schottland | 3   | 2 | 0 | 1 | 003:400 | −1    | 06     |
| 3.  | Wales      | 3   | 1 | 0 | 2 | 001:500 | −4    | 03     |
| 4.  | Portugal   | 3   | 0 | 0 | 3 | 002:100 | −8    | 0      |

|                           |   |            |     |
| 1. März 2002 in Quarteira |   |            |     |
| Kanada                    | – | Schottland | 3:0 |
| Portugal                  | – | Wales      | 0:1 |
| 3. März 2002 in Lagoa     |   |            |     |
| Kanada                    | – | Wales      | 4:0 |
| Portugal                  | – | Schottland | 1:2 |
| 5. März 2002 in Silves    |   |            |     |
| Wales                     | – | Schottland | 0:1 |
| Portugal                  | – | Kanada     | 1:7 |

### Finalrunde
Spiel um Platz 11
|                            |   |          |     |
| 7. März 2002 in Montechoro |   |          |     |
| Wales                      | – | Portugal | 0:4 |

Spiel um Platz 9
|                           |   |            |     |
| 7. März 2002 in Quarteira |   |            |     |
| England                   | – | Schottland | 4:1 |

Spiel um Platz 7
|                       |   |        |     |
| 7. März 2002 in Lagoa |   |        |     |
| Finnland              | – | Kanada | 3:0 |

Spiel um Platz 5
|                            |   |          |     |
| 7. März 2002 in Montechoro |   |          |     |
| USA                        | – | Dänemark | 3:2 |

Spiel um Platz 3
|                      |   |             |     |
| 7. März 2002 in Faro |   |             |     |
| Schweden             | – | Deutschland | 2:1 |

### Finale
| China                                     | China | Norwegen | Norwegen |
| ----------------------------------------- | --- | --- | -------- |
| China                                     | \| 7. März 2002 in Loulé (Estádio Municipal) \| \| Ergebnis: 1:0 (1:0) \| \| Zuschauer: 376 \| \| Schiedsrichterin: Sandy Hunt ( USA) \| \| Spielbericht \|                                     | \| 7. März 2002 in Loulé (Estádio Municipal) \| \| Ergebnis: 1:0 (1:0) \| \| Zuschauer: 376 \| \| Schiedsrichterin: Sandy Hunt ( USA) \| \| Spielbericht \| | Norwegen |
| China                                     | Xiao Zhen • Zhao Lihong, Zhou Xiaoxia, Bai Jie (90. Wu Xiaorong), Li Jie, Zhang Ouying (65. Bai Lili), Chi Yi, Ren Liping (75. Qu Feifei), Pu Wei, Liu Yati, Pan Ling Cheftrainer: Zhang Haitao | Bente Nordby • Brit Sandaune, Anne Tønnessen, Bente Kvitland (75. Henriette Viker), Ane Stangeland Horpestad, Hege Riise, Solveig Gulbrandsen, Unni Lehn (65. Monica Knudsen), Dagny Mellgren, Trine Rønning (46. Linda Ørmen), Anita Rapp Cheftrainer: Age Steen | Norwegen |
| China                                     | 1:0 Zhao Lihong (17.) | | Norwegen |
| China                                     | Qu Feifei, Bai Jie | Ane Stangeland Horpestad | Norwegen |
| 7. März 2002 in Loulé (Estádio Municipal) | | |          |
| Ergebnis: 1:0 (1:0)                       | | |          |
| Zuschauer: 376                            | | |          |
| Schiedsrichterin: Sandy Hunt ( USA)       | | |          |
| Spielbericht                              | | |          |